# Confédération africaine de boxe
La Confédération africaine de boxe (anglais : African Boxing Confederation), est une association qui regroupe les fédérations nationales de boxe anglaise amateur en Afrique. Son rôle est de gérer et développer la boxe anglaise amateur à l'échelon continental. 
Elle est fondée en 1960 sous le nom de Association africaine de boxe amateur (anglais : African Amateur Boxing Association (AABA)) jusqu'en 1987. Elle organise ses premiers Championnats d'Afrique en 1962.
En novembre 1986, elle fusionne avec l'Union africaine de boxe (ou African Boxing Union) qui gère la boxe anglaise professionnelle. Les deux entités se séparent en 1996.